# Resolución 10 del Consejo de Seguridad de las Naciones Unidas
La resolución 10 del Consejo de Seguridad de las Naciones Unidas, adoptada unánimemente el 4 de noviembre de 1946, determinó que ya no existía una justificación para que la dictadura de Francisco Franco en España fuese vigilada por el Consejo de Seguridad, transfiriendo toda la documentación relativa sobre este asunto a la Asamblea General de las Naciones Unidas.